# Popillia aenescens
Popillia aenescens är en skalbaggsart som beskrevs av Hermann Julius Kolbe 1894. Popillia aenescens ingår i släktet Popillia och familjen Rutelidae. Inga underarter finns listade i Catalogue of Life.